# Philoponella pomelita
Espèce
Philoponella pomelita est une espèce d'araignées aranéomorphes de la famille des Uloboridae.

## Distribution
Cette espèce est endémique de la province de Misiones en Argentine,.

## Description
Le mâle holotype mesure 1,66 mm et la femelle paratype 2,24 mm.

## Publication originale
- Grismado, 2004 : Two new species of the genus Philoponella from Brazil and Argentina (Araneae, Uloboridae). Iheringia, Série Zoologia vol. 94, no 1, p. 105-109.